# クヮイエット・ファイア
『クヮイエット・ファイア』（Quiet Fire）は、アメリカ合衆国のR&B歌手ロバータ・フラックが1971年に発表した3作目のスタジオ・アルバム。

## 背景
「明日に架ける橋」はサイモン&ガーファンクルのカヴァーで、この曲のレコーディングにはホイットニー・ヒューストンの母シシー・ヒューストンがコーラスで参加している。「ウィル・ユー・スティル・ラヴ・ミー・トゥモロウ」はシュレルズが「ウィル・ユー・ラヴ・ミー・トゥモロウ」というタイトルでヒットさせた曲のカヴァー。

## 反響・評価
アメリカのBillboard 200では18位、『ビルボード』のR&Bアルバム・チャートでは4位、ジャズ・アルバム・チャートでは5位に達した。また、本作からのシングル「ウィル・ユー・スティル・ラヴ・ミー・トゥモロウ」はBillboard Hot 100で76位、『ビルボード』のR&Bシングル・チャートで38位に達した。
音楽評論家のStephen Cookはオールミュージックにおいて「収録された8曲の水面下で、フラックのMOR的に洗練されたジャズ及びゴスペルのボーカルが今にも爆発しそうになっており、その意味で『Quiet Fire』というのは適切なタイトルとなっている」「フラックの最高傑作の一つ」と評している。また、フラックの「明日に架ける橋」を聴いたエルトン・ジョンは後に「親愛なるロバータ、僕はここ何年もこんなに美しいものを聴いていない」と手紙に書いて送ったという。

## 収録曲
サイド 1
1. ゴー・アップ・モーゼズ - "Go up Moses" (Roberta Flack、Jesse Jackson、Joel Dorn) – 5:20
2. 明日に架ける橋 - "Bridge over Troubled Water" (Paul Simon) – 7:13
3. サンデイ・アンド・シスター・ジョーンズ - "Sunday and Sister Jones" (Gene McDaniels) – 5:00
4. シー・ユー・ゼン - "See You Then" (Jimmy Webb) – 3:43

サイド 2
1. ウィル・ユー・スティル・ラヴ・ミー・トゥモロウ - "Will You Still Love Me Tomorrow" (Carole King、Gerry Goffin) – 4:06
2. トゥ・ラヴ・サムバディ - "To Love Somebody" (Barry Gibb、Robin Gibb) – 6:42
3. レット・ゼム・トーク - "Let Them Talk" (Sonny Thompson) – 3:53
4. スウィート・ビター・ラヴ - "Sweet Bitter Love" (Van McCoy) – 6:04

## 参加ミュージシャン
- ロバータ・フラック - ボーカル、ピアノ、アレンジ
- リチャード・ティー - オルガン (on #1, #6)
- ヒュー・マクラッケン - ギター (on #1, #3, #4, #6)
- チャック・レイニー - ベース (on #1, #3, #4, #6, #7)
- バーナード・パーディー - ドラムス (on #1, #3, #4, #6)
- グラディ・テイト - パーカッション (on #1)、ドラムス (on #7)
- ラルフ・マクドナルド - パーカッション (on #1, #3, #4)
- テッド・ホイル - チェロ (on #2)
- ジョー・ファレル - アルト・サックス (on #3)、フルート (on #3, #4)、テナー・サックス (on #7)
- Romeo Penque - ソプラノ・サックス、フルート (on #3)
- セルダン・パウエル - テナー・サックス (on #3)
- ウォーリー・ケイン - バスーン (on #3)
- バディ・ルーカス - ハーモニカ (on #3)
- ヒューバート・ロウズ - フルート (on #4)
- Billy Slapin - フルート (on #4)
- コーキー・ヘイル - ハープ (on #4)
- ロン・カーター - ダブルベース (on #5)
- テリー・プルメリ - アコースティック・ベース (on #7)
- デヴィッド・ケリー - ヴィブラフォン (on #7)
- アリフ・マーディン - バッキング・ボーカル (on #1)、ストリングス&フルート・アレンジ (on #4)
- ジム・ベイリー - バッキング・ボーカル (on #1)
- ジョエル・ドーン - バッキング・ボーカル (on #1)
- ロナルド・ブライト - バッキング・ボーカル (on #1)
- サミー・ターナー - バッキング・ボーカル (on #1)
- シシー・ヒューストン（英語版） - バッキング・ボーカル (on #2)
- George Ricci - バッキング・ボーカル (on #2)
- カーミット・ムーア - バッキング・ボーカル (on #2)
- ザ・ニューアーク・ボーイズ・コーラス - バッキング・ボーカル (on #2)
- Seymour Barab - バッキング・ボーカル (on #2)
- ユージン・マクダニエルス - バッキング・ボーカル (on #6)
- ヒルダ・ハリス - バッキング・ボーカル (on #6)
- ジョシー・アームステッド - バッキング・ボーカル (on #6)
- レス・マッキャン - バッキング・ボーカル (on #6)
- タシャ・トーマス - バッキング・ボーカル (on #6)
- エウミール・デオダート - ストリングス&ボイス・アレンジ (on #2)
- ウィリアム・イートン - ホーン・アレンジ(on #3)、ストリングス・アレンジ (on #5, #8)